# Grzegorz Małecki (aktor)

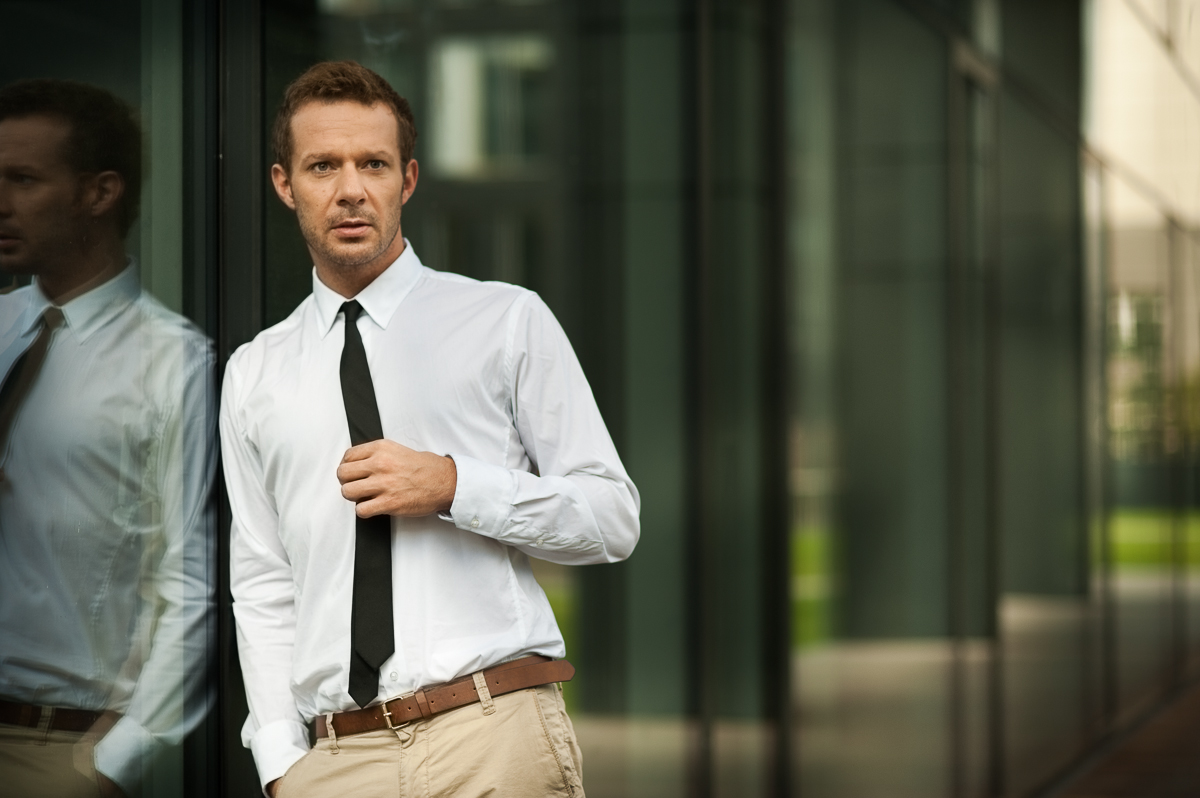
Grzegorz Małecki

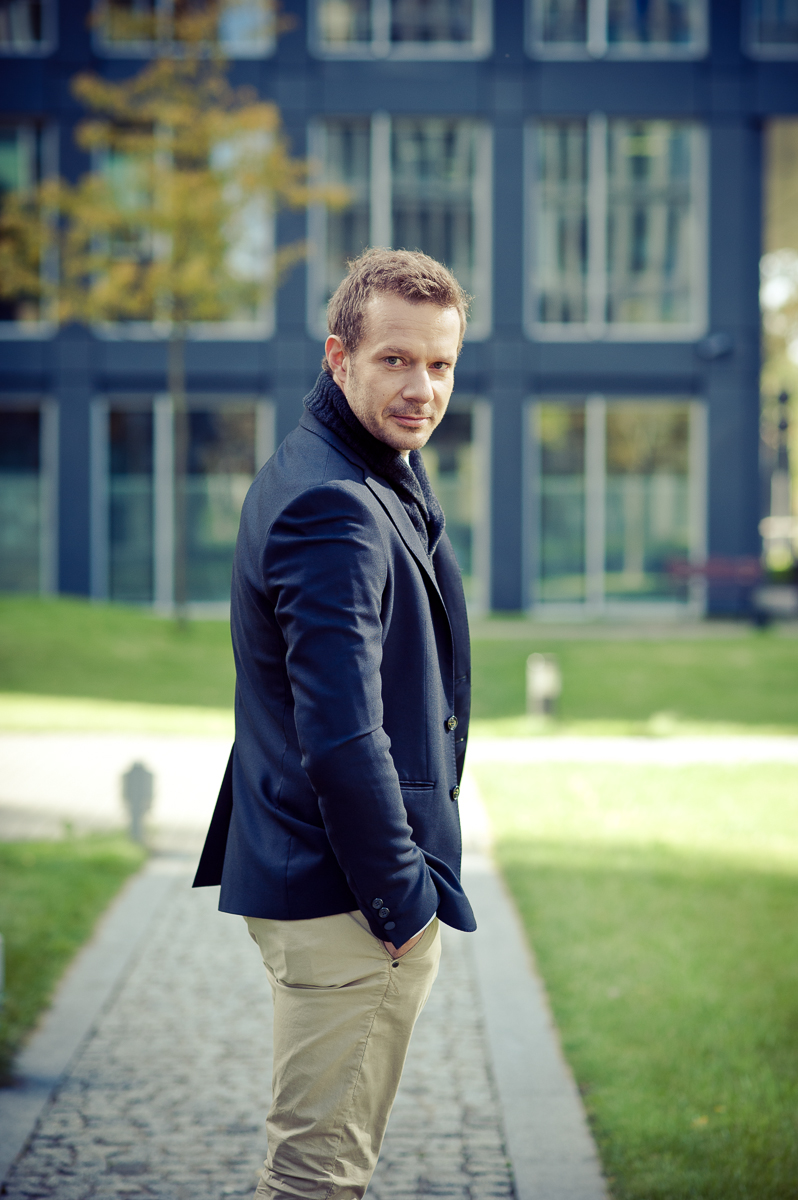
Grzegorz Małecki

Grzegorz Małecki (ur. 19 czerwca 1975 w Warszawie) – polski aktor teatralny, filmowy, telewizyjny i dubbingowy.

## Życiorys
W 2000 został absolwentem warszawskiej PWST. W tym samym roku, jako pierwszy w historii aktor, na XVIII Festiwalu Szkół Teatralnych w Łodzi otrzymał 5 nagród, m.in. nagrodę publiczności, nagrodę dziennikarzy, nagrodę w postaci stypendium w Teatrze Narodowym w Warszawie, w którym nadal gra. W teatrze zadebiutował oficjalnie 25 czerwca 2000. Od początku kariery związany jest z Teatrem Telewizji i Teatrem Polskiego Radia.
W 2010 roku został laureatem prestiżowej nagrody aktorskiej Feliks Warszawski przyznawanej przez środowisko w kategorii: najlepsza drugoplanowa rola męska za rolę Edka w Tangu Sławomira Mrożka w reżyserii Jerzego Jarockiego w Teatrze Narodowym w Warszawie. Spektakl miał również swoją premierę w Teatrze Telewizji w grudniu 2012 roku.
Zagrał w kilkudziesięciu sztukach teatralnych, głównie na deskach Teatru Narodowego, za które był nominowany do wielu znaczących nagród aktorskich, m.in. 6 razy do Feliksów Warszawskich, ponadto do Nagrody im. Cypriana Kamila Norwida oraz nagrody im. Aleksandra Zelwerowicza przyznawanej przez miesięcznik Teatr.
W 2011 roku wystąpił w widowisku telewizyjnym Smuteczek, czyli ostatni naiwni (reż. Maciej Stuhr), w którym wcielił się w postać Jerzego Wasowskiego (Pan X).
Za rolę Terry’ego w spektaklu W mrocznym mrocznym domu w reż. Grażyny Kani znalazł się w gronie osób zgłoszonych do nominacji do Paszportów Polityki 2012 i zdobył także nagrodę dla najlepszego aktora na XV Ogólnopolskim Festiwalu Sztuki Reżyserskiej Interpretacje w Katowicach.
Wspólnie z aktorką Ewą Konstancją Bułhak napisał scenariusz musicalu dla dzieci pt. Miasteczko Harmider, w którym wystąpił jako agent.
W 2015 roku wystąpił podczas 52. Krajowego Festiwalu Piosenki Polskiej w Opolu, w „Scenkach i obscenkach” w reż. Magdy Umer.
Aktor współpracuje z Teatrem Polskiego Radia. Wystąpił w ponad stu słuchowiskach radiowych, m.in. w dwuczęściowym spektaklu radiowym Han z Islandii (reż. Jan Warenycia), w Szczęśliwym domu (reż. Andrzej Piszczatowski), Muszę opowiedzieć (reż. A. Piszczatowski), Przygodach kota Miśka (reż. Waldemar Modestowicz), Kartotece (reż. Tomasz Man), Marlon Story (reż. Dariusz Dunowski). Regularnie jest głosem w powieściach emitowanych na antenie Polskiego Radia.
W ramach audycji Programu I Polskiego Radia „Lato z Sienkiewiczem”, podjął się przeczytania pierwszej części z Trylogii Henryka Sienkiewicza – Ogniem i Mieczem.

## Życie prywatne
Syn aktorki Anny Seniuk i kompozytora Macieja Małeckiego.
Jego żoną była aktorka Kinga Ilgner, rozwiedli się. Mają dwoje dzieci – Antoninę (2006) i Franciszka (2007).

## Spektakle teatralne
Akademia Teatralna, Warszawa
- 1998 – Wynajmę pokój jako Ernest (reż. Igor Gorzkowski)
- 1999 – Dziady – zbliżenia jako Gustaw-Konrad (reż. Maciej Prus)
- 2000 – Dwaj panowie z Werony jako Piskorz (reż. Piotr Cieplak)
- 2000 – Mewa jako Ilja Szamrajew (reż. Agnieszka Glińska)

Teatr Narodowy, Warszawa
- 2000 – Operetka jako Witkacy/lokaj/Lajkonik (reż. Jerzy Grzegorzewski)
- 2000 – Noc listopadowa jako Satyr (reż. J. Grzegorzewski)
- 2000 – Wesele jako Diabeł (reż. J. Grzegorzewski)
- 2001 – Leonce i Lena jako książę Leonce (reż. Barbara Sierosławska)
- 2001 – Dożywocie jako Leon Birbancki (reż. Jan Englert)
- 2001 – Sen nocy letniej jako Duda (reż. J. Grzegorzewski)
- 2002 – Żaby jako Dionizos (reż. Zbigniew Zamachowski)
- 2002 – Morze i zwierciadło jako Trinkulo (reż. J. Grzegorzewski)
- 2003 – Hamlet Stanisława Wyspiańskiego jako Rosenkrantz / Guildenstern (reż. J. Grzegorzewski)
- 2003 – 2 maja jako Balon (reż. A. Glińska)
- 2004 – Błądzenie jako Dominique, Walek, Walenty (reż. Jerzy Jarocki)
- 2004 – Narty Ojca Świętego jako młody Messerschmidt (reż. P. Cieplak)
- 2005 – Happy End jako Bill Cracker (reż. Tadeusz Bradecki)
- 2007 – Miłość na Krymie jako Ilja Zubatyj (reż. J. Jarocki)
- 2007 – Śluby panieńskie jako Albin (reż. J. Englert)
- 2008 – Wiele hałasu o nic jako Benedick (reż. M. Prus)
- 2009 – Umowa, czyli Łajdak ukarany jako Lelio (reż. Jacques Lassalle)
- 2009 – Tango jako Edek (reż. Jerzy Jarocki)
- 2010 – Księżniczka na opak wywrócona jako Perote (reż. J. Englert)
- 2012 – W mrocznym mrocznym domu jako Terry (reż. Grażyna Kania)
- 2013 – Bezimienne dzieło[16] jako Cynga[17] (reż. J. Englert)
- 2013 – Kotka na gorącym blaszanym dachu jako Brick (reż. Grzegorz Chrapkiewicz)
- 2014 – Fredraszki (reż. J. Englert)
- 2015 – Kordian (reż. J. Englert)
- 2016 – Dziady (reż. E. Nekrosius)

Teatr Polonia, Warszawa
- 2013 – Konstelacje jako Roland (reż. Adam Sajnuk)

Och-Teatr, Warszawa
- 2014 – Duch Pikadora. Powrót legendy jako Arek (reż. Michał Walczak)

Teatr WARSawy, Warszawa
- 2014 – Ofiara jako Asa Leventhal (reż. A. Sajnuk)

Teatr Telewizji
- 2001 – Bajka, czyli O dwóch braciach jako Karol i Johan (reż. Barbara Borys-Damięcka)
- 2001 – Operetka jako Witkacy/Lokaj/Lajkonik (reż. J. Grzegorzewski)
- 2002 – Gra miłości i przypadku jako Arlekin (reż. Gustaw Holoubek)
- 2004 – Noc jest matką dnia jako Georg (reż. Henryk Baranowski)
- 2005 – Żywot Józefa jako Ceklarz, Diabeł Matias (reż. Piotr Tomaszuk)
- 2005 – Juliusz Cezar jako Lepidus (reż. J. Englert)
- 2006 – Cud mniemany, czyli Krakowiacy i Górale jako Stach (reż. Olga Lipińska)
- 2006 – Narty Ojca Świętego jako młody Messerschmidt (reż. P. Cieplak)
- 2006 – Pastorałka jako Pasterz / Pachoł / Kolędnik (reż. Laco Adamik)
- 2007 – Czerwone komety jako Rudiger, przyjaciel Leopolda (reż. Andrzej Strzelecki)
- 2007 – Kryptonim „Gracz” jako Funkcjonariusz UB (reż. Agnieszka Lipiec-Wróblewska)
- 2007 – Wyzwolenie jako Karmazyn (reż. Maciej Prus)
- 2007 – Błądzenie jako Walek (reż. Jerzy Jarocki)
- 2008 – Hamlet jako Rosenkrantz-Guildenstern (reż. J. Grzegorzewski)
- 2009 – Opowiadania dla dzieci jako Szlemiel (reż. Piotr Cieplak)
- 2012 – Tango jako Edek (reż. J. Jarocki)
- 2013 – Nikt mnie nie zna[18] jako Kasper (reż. J. Englert). Teatr Telewizji NA ŻYWO[19]
- 2013 – Miasteczko Harmider jako agent[20] (reż. Ewa Konstancja Bułhak)
- 2013 – Pamiętnik Pani Hanki jako Jacek Renowicki (reż. Borys Lankosz)[21]
- 2013 – Miłość na Krymie jako Ilja Zubatyj (reż. J. Englert)
- 2015 – Zabójcza pewność jako Michael (reż. Mariusz Malec)[22]
- 2015 – Damy i huzary jako Edmund, porucznik pułku huzarów (reż. K. Janda)
- 2016 – Mąż i żona jako Alfred (reż. J. Englert)
- 2017 – Listy z Rosji jako rosyjski przyjaciel (reż. W. Kostrzewski)
- 2017 – Śluby Panieńskie jako Albin (reż. Jan Englert)
- 2017 – Biesiada u Hrabiny Kotłubaj Kucharz Filip (reż. R. Gliński)
- 2018 – Lato jako Golders (reż. Jan Englert)
- 2018 – Wesele jako Gospodarz (reż. Wawrzyniec Kostrzewski)
- 2019 – Znaki jako Wysłannik (reż. Artur Tyszkiewicz)
- 2019 – Hamlet jako Horacio (reż. Michał Kotański)

Spektakle pozostałe
- 2013 – Obietnica poranka jako Romain Gary (reż. Maciej Wojtyszko)
- 2013 – Duch Pikadora jako Arek (reż. Michał Walczak)[23]

## Filmografia
- 1999: Rodzina zastępcza jako komandos (odc. 6)
- 1999: Wszystkie pieniądze świata jako Bodzio-Waluś
- 2000: Cud purymowy w cyklu Święta polskie jako Heniek, syn Kochanowskich
- 2000: Noc świętego Mikołaja z cyklu Święta polskie jako Marianek
- 2000: Twarze i maski jako mężczyzna rozmawiający z Katarzyną w bufecie teatralnym
- 2000: Wyrok na Franciszka Kłosa jako Edward Kapuściak
- 2000: Dom
- 2001: Wtorek jako Romek
- 2002: Miss mokrego podkoszulka w cyklu Święta polskie jako policjant
- 2003: Miodowe lata jako murarz Wojtek (odc. 128)
- 2003: Cyrano
- 2004: Na dobre i na złe jako Marek Stawski
- 2005–2007: Egzamin z życia jako dr Bartek Reczek, brat Dominiki
- 2005: Nimm dir dein Leben jako Krystoph
- 2006: Tango z aniołem jako Hektor Kamieniecki
- 2006: Fałszerze – powrót Sfory jako oficer ABW
- 2006: Na dobre i na złe jako Marek Gajewski, mąż Grażyny
- 2006: Oficerowie jako Trzaska
- 2007: Kryminalni jako Artur Werner, syn Roberta
- 2007–2011: M jak miłość jako Szymon Gajewski, sąsiad Marty
- 2007: Regina jako Bernard Gad „Berni”
- 2008: Trzeci oficer jako Trzaska
- 2008: Ojciec Mateusz jako Horacy Jabłoński
- 2008: Lejdis jako doktor Wituch
- 2009: Londyńczycy jako Grzesiek (odc. 3)
- 2009: Czas honoru jako majster w getcie (odc. 17)
- 2009: 39 i pół jako ojciec Leon, mnich
- 2009: Londyńczycy 2 jako Grzesiek (odc. 16)
- 2009: Ostatnia akcja jako ekspert w Muzeum Narodowym
- 2010–2011: Prosto w serce jako Cezary Wójcik
- 2011: Och, Karol 2 jako Roman Dolny
- 2011: Jak się pozbyć cellulitu jako komisarz Sylwester Filc
- 2012: Wałęsa. Człowiek z nadziei jako funkcjonariusz UB
- 2012: Hotel 52 jako Marek
- 2013: Prawo Agaty jako Janusz Gilewicz
- 2013–2015, 2017–2018: Barwy szczęścia jako Mikołaj Dąbrowski
- 2013: Rodzinka.pl jako Artur[24]
- 2013: Bez tajemnic jako Rafał Kowalik
- 2014: Sama słodycz jako Tadeusz
- 2014: Na krawędzi 2 jako Krzysztof Kędzierski, kochanek Tamary
- 2014: Ojciec Mateusz jako Marcin
- 2014: Wkręceni 2
- 2015: Panie Dulskie
- 2015: Skazane jako Łukasz
- 2015: Pakt
- 2015: Sensacje XX wieku odc. Enigma
- 2016: 7 rzeczy, których nie wiecie o facetach
- 2016: WszystkoGra jako Jerzy Łopach, pełnomocnik Lisa
- 2016: Komisarz Alex jako doktor Mateusz Gliński
- 2016–2020: Blondynka jako Dawid Springer
- 2016: Po prostu przyjaźń jako mecenas Nawrocki
- 2017: PolandJa jako Sobkowiak[25]
- 2017: Na układy nie ma rady jako Marek Niewiadomski
- 2017: Ucho Prezesa jako Dominik
- 2017: Ultraviolet jako Ludwik Wiśniewski (odc. 9-10)
- 2019: Kurier jako generał Tadeusz „Bór” Komorowski
- 2019: Legiony jako Złotnicki
- 2019: Piłsudski jako Szczucki
- 2020: Mistrz jako rapportführer Gerhard
- 2020: Osiecka jako Jeremi Przybora
- 2021: Erynie jako doktor Gustaw Lewicki vel Eugeniusz Stabro
- 2021: Komisarz Alex jako Wiktor Zimny (odc. 203)
- 2021: Miłość jest blisko jako stomatolog Brunon Kazimierczak
- 2021: Wilk jako ojciec Ady (odc. 5)
- 2022–2023: Rodzina na Maxa jako Marek, mąż Julii[26]
- 2022: Johnny jako dziennikarz w studio tv
- 2022: Pod wiatr jako Marek, ojciec Kuby
- 2022: Bejbis jako Mikołaj Hekert
- 2022: Wotum nieufności jako premier Adam Chronowski, lider Partii Dobra Publicznego
- od 2023: Na dobre i na złe jako Rajmund Bacewicz
- od 2023: Przyjaciółki jako psychoterapeuta Adrian Bielewicz
- 2023: Dom pod Dwoma Orłami jako Antoni Szablewski
- 2023: Polowanie na ćmy jako Szczerb
- 2024: Gra z Cieniem jako Tomasz Porada
- 2024: Za duży na bajki 2 jako góral z Sosnowca
- 2025: Porządny człowiek jako Krystian

## Dubbing
- 2002: Binka jako narrator
- 2002: Samuraj Jack jako Samuraj Jack
- 2003: Scooby Doo i legenda wampira jako Daniel Illiwara
- 2003–2005: Radiostacja Roscoe jako Steve
- 2004: Scooby Doo i potwór z Loch Ness jako Angus
- 2004–2007: Danny Phantom:
  - Dash,
  - Wilk
- 2005: Lassie jako Hynes
- 2005: Harry Potter i Czara Ognia jako Barty Crouch Junior
- 2006: Zawiadowca Ernie jako Ernie
- 2006: Krowy na wypasie jako Budd
- 2006: Co gryzie Jimmy’ego?
- 2007: Zagroda wg Otisa jako Eugene
- 2009: Przygody misia Krzysia jako narrator
- 2013: Turbo jako Tito[27]
- 2013: Thor: Mroczny świat
- 2014: Samoloty 2 jako strażak Kopeć
- 2014: Paddington jako taksówkarz Joe
- 2018: Iniemamocni 2 jako Winston Deavor
- 2018: Ant-Man i Osa jako Jimmy Woo
- 2019: Aladyn jako Dżin
- 2019: Spider-Man: Daleko od domu jako Quentin Beck/Mysterio
- 2019: The Mandalorian jako Mandalorianin / Din Djarin
- 2021: WandaVision jako Jimmy Woo

### Gry komputerowe
- 2010: Heavy Rain jako Ethan Mars
- 2011: StarCraft II: Wings of Liberty jako Matt Horner
- 2013: StarCraft II: Heart of the Swarm jako Matt Horner

W pracy nad dubbingiem na uwagę zasługują m.in. role w filmie animowanym Samuraj Jack, narrator w serialu Binka oraz rola Ethana Marsa w grze komputerowej Heavy Rain.

## Nagrody i wyróżnienia
- 2000 – I Nagroda za rolę Gustawa-Konrada w spektaklu Dziady – Zbliżenia według Adama Mickiewicza oraz za rolę Sługi Piskorza w sztuce Dwaj panowie z Werony Williama Shakespeare’a na XVIII Festiwalu Szkół Teatralnych w Łodzi
- 2000 – Nagroda Publiczności na festiwalu jw.
- 2000 – Nagroda Łódzkich Dziennikarzy na festiwalu jw.
- 2000 – Nagroda specjalna festiwalu: staż w Teatrze Narodowym w Warszawie
- 2004 – Nominacja do nagrody Feliksa Warszawskiego za najlepszą drugoplanową rolę męską – Walka w spektaklu „Błądzenie” według Witolda Gombrowicza w Teatrze Narodowym w Warszawie
- 2009 – Nominacja do nagrody Feliksa Warszawskiego za najlepszą pierwszoplanową rolę męską – Benedicka w spektaklu „Wiele hałasu o nic” według Williama Szekspira w Teatrze Narodowym w Warszawie
- 2010 – Nominacja do nagrody Feliksa Warszawskiego za najlepszą pierwszoplanową rolę męską – Perota w spektaklu „Księżniczka na opak wywrócona” według Pedra Calderóna w Teatrze Narodowym w Warszawie
- 2010 – Nominacja do Nagrody im. C.K. Norwida w kategorii Teatr
- 2010 – Nagroda Feliksa Warszawskiego za najlepszą drugoplanową rolę męską[28]– Edka w spektaklu Tango według Sławomira Mrożka w Teatrze Narodowym w Warszawie
- 2012 – Nominacja do nagrody Feliksa Warszawskiego za najlepszą pierwszoplanową rolę męską – Terry’ego w spektaklu W mrocznym mrocznym domu według Neila LaBute’a w Teatrze Narodowym w Warszawie
- 2012 – Nominacja do nagrody im. Aleksandra Zelwerowicza dla najlepszego aktora sezonu 2011/2012 przyznawana przez miesięcznik Teatr[3]
- 2013 – Nagroda dla najlepszego aktora na XV Ogólnopolskim Festiwalu Sztuki Reżyserskiej Interpretacje w Katowicach. Nagroda przyznana przez Dziennik Teatralny[29].
- 2013 – Nagroda Grand Prix za rolę Edka w spektaklu Tango w reż. J. Jarockiego (Krajowy Festiwal Teatru Polskiego Radia i Teatru TV „Dwa Teatry” Sopot 2013)[30].
- 2013 – Nominacja do Nagrody im. Cypriana Norwida za rolę Terry’ego w spektaklu W mrocznym mrocznym domu[31].
- 2013 – Nominacja do nagrody Feliksa Warszawskiego za najlepszą drugoplanową rolę męską – Baron de Buffadero (Cynga) w spektaklu Bezimienne dzieło według Witkacego w Teatrze Narodowym w Warszawie
- 2013 – Nominacja w plebiscycie Róże Gali w kategorii Teatr, za rolę w spektaklu Konstelacje w Teatrze „Polonia”[32].
- 2014 – Nominacja w plebiscycie Viva! Najpiękniejsi czasopisma Viva![33].
- 2014 – Nagroda Najlepszego Aktora w plebiscycie publiczności XX Międzynarodowego Festiwalu Sztuk Przyjemnych i Nieprzyjemnych w Łodzi[34].

## Odznaczenia
- Srebrny Medal „Zasłużony Kulturze Gloria Artis” – nadanie 2016[35], wręczenie 2025[36][37]

## Dyskografia
- 2014 – Marmolada na Księżycu – 14 utworów nagrywanych wspólnie z Polską Orkiestrą Radiową. Muzyka: Maciej Małecki; słowa: Grzegorz Wasowski. Premiera płyty grudzień 2014 r.[38]